# Stirtodon
Stirtodon is een geslacht van uitgestorven cloacadieren dat tijdens het Vroeg-Krijt in Australië leefde. De typesoort is Stirtodon elizabethae.

## Fossiele vondsten
Stirtodon is slechts bekend van een fossiele tand uit de Griman Creek-formatie in de Lightning Ridge in noordelijk New South Wales. Het dier werd in 2020 beschreven. 
In hetzelfde gebied zijn ook fossielen van de vijf andere soorten cloacadieren gevonden: Steropodon, Parvopalus, Kollikodon, Opalios en Dharragarra.

## Kenmerken
Stirtodon is een van de grootst bekende cloacadieren met het formaat van een varken.